# وليد البخيت
وليد صالح البخيت (بالإنجليزية: Waleed Saleh Al-Bekheet) (ولد في 4 أبريل 1965) هو لاعب كويتي سابق في رمي المطرقة شارك في الألعاب الأولمبية الصيفية 1988 والألعاب الأولمبية الصيفية 1992، حيث حل في المركز 27 و25 على التوالي. وهو بطل البطولة العربية لألعاب القوى 1993، كما شارك لاحقًا في بطولة العالم لألعاب القوى 1995 في غوتنبرغ.
عمل لاحقًا مساعدًا لمدرب مسابقات الرمي في الاتحاد الكويتي لألعاب القوى عام 1999.

## أفضل رقم شخصي
- رمي المطرقة – 69.42 م (1989، مدينة الكويت)

## وصلات خارجية
- Waleed Al-Bekheet على موقع Sports-Reference
- Waleed Al-Bekheet على موقع hammer-ali.com